# Oksikodon
Oksikodón je močan polsintetični opioidni analgetik. Uporablja se za zdravljenje zmerne do hude bolečine. Gre za zelo zasvojljivo učinkovino, ki se tudi pogosto zlorablja kot mamilo.
Najpogosteje se uporablja peroralno (skozi usta) in je na voljo tudi v obliki s prirejenim sproščanjem. 
Protibolečinski učinek nastopi okoli 15 minut po zaužitju in pri oblikah s takojšnjim sproščanjem traja do šest ur. Obstajajo tudi oblike za parenteralno uporabo (na primer intramuskularne injekcije). Na voljo so tudi kombinirana zdravila, ki vsebujejo tudi paracetamol, ibuprofen, nalokson, naltrekson ali aspirin.
Med pogoste neželene učinke oksikodona spadajo privzdignjeno razpoloženje (evforija),  zaprtje, slabost, bruhanje, izguba teka, dremavost (somnolenca), omotičnost, srbenje, suha usta in znojenje. Pojavijo se lahko tudi zasvojenost in odvisnost, zlorabljanje, razdraženost, depresija ali manija, delirij, halucinacije, hipoventilacija, gastropareza, bradikardija (upočasnjen srčni utrip) in hipotenzija (znižan krvni tlak). Osebe s preobčutljivostjo za kodein lahko razvijejo preobčutljivostno reakcijo tudi pri uporabi oksikodona. Podatki kažejo, da je uporaba oksikodona med zgodnjo nosečnostjo relativno varna. Pri nenadni prekinitvi uporabe zdravila se lahko pojavi odtegnitveni sindrom. Oksikodon deluje preko aktivacije opioidnih receptorjev μ. Pri peroralni uporabi izkazuje približno 50 % močnejši učinek kot morfin.
Oksikodon so prvič sintetizirali v Nemčiji leta 1916, in sicer iz tebaina. Uvrščen je na seznam osnovnih zdravil Svetovne zdravstvene organizacije, torej med najpomembnejša učinkovita in varna zdravila, potrebna za normalno zagotavljanje zdravstvene oskrbe. Na trgu so generična zdravila. Oksikodon ima velik potencial zasvojljivosti; v kombinaciji z naloksonom ali naltreksonom je tveganje za odvisnost manjše.

## Klinična uporaba
Oksikodon se uporablja za lajšanje zmerne do hude akutne ali kronične bolečine, kadar druga zdravila niso dovolj učinkovita. Pri zdravljenju nekaterih vrst bolečine lahko izboljša bolnikovo kakovost življenja, vendar pri dolgotrajnem lajšanju kronične bolečine z oksikodonom to ni dokazano.

## Farmacevtske oblike
Oksikodon se najpogosteje uporablja peroralno (skozi usta) in je na voljo tudi v obliki s prirejenim sproščanjem. V Sloveniji so registrirana zdravila v obliki tablet s podaljšanim sproščanjem, ki vsebujejo samo oksikodon ali oksikodon v kombinaciji z naloksonom.
Učinkovina se iz tablete s prirejenim sproščanjem izloča dvofazno. Začetno hitro sproščanje doseže hitrejši začetek protibolečinskega delovanja kot to velja za dolgodelujoči morfin. Temu sledi bolj nadzorovano sproščanje, ki zagotavlja 12-urno delovanje.
Drugje po svetu so poleg tablet s takojšnjim ali prirejenim sproščanjem na voljo tudi podjezične tablete in farmacevtske oblike za parenteralno uporabo, na primer intravenske ali intramuskularne injekcije.

## Neželeni učinki
Najpogostejši neželeni učinki oksikodona so zmanjšana občutljivost za bolečino, zapoznelo praznjenje želodca,  privzdignjeno razpoloženje (evforija), anksioliza (blažja sedacija), občutek sproščenosti in hipoventilacija (upočasnjeno dihanje). Pogosto se pojavljajo tudi zaprtje (23 %), slabost (23 %), bruhanje (12 %), dremavost (23 %), omotičnost (13%), srbež (13 %), suha usta (6 %) in potenje (5 %). Med manj pogoste neželene učinke, ki se pojavljajo pri manj kot 5 % bolnikov, spadajo izguba teka, živčnost, bolečine v trebuhu, driska, zastoj urina, dispneja in kolcanje. Večina neželenih učinkov je izrazitejših v začetku zdravljenja, zaprtje pa pogosto vztrajajo tekom celotnega zdravljenja. Tablete s prirejenim sproščanjem, ki vsebujejo kombinacijo oksikodona in naloksona, povzročajo manj zaprtja, hkrati pa je pri njih tveganje za zlorabo manjše.

### Odvisnost in odtegnitev
Tveganje za pojav odtegnitvenih simptomov je večje pri bolnikih, ki so že razvili telesno odvisnost in nenadoma prenehajo uporabljati oksikodon. V klinični uporabi se zato po dolgotrajnejši redni uporabi oksikodona odmerki pogosto zmanjšujejo postopoma. Pri osebah, ki zlorabljajo oksikodon rekreativno kot mamilo ali uporabljajo v zdravljenju odmerke, višje od predpisanih, je tveganje za pojav hudih odtegnitvenih simptomov dodatno povečano. Simptomi odtegnitve so enaki kot pri drugih opioidih in lahko zajemajo občutek tesnobe, panične napade, slabost, nespečnost, bolečine v mišicah, mišično slabotnost, občutek mrazenja in druge gripi podobne simptome.
Odtegnitveni simptomi so lahko prisotni tudi pri novorojencih, katerih matere so oksikodon uporabljale med nosečnostjo.

### Ravni hormonov
Kot pri drugih opioidih lahko tudi pri dolgotrajni uporabi oksikodona, zlasti v visokih odmerkih, pride do hipogonadizma (znižanih ravni spolnih hormonov).

## Preveliko odmerjanje
Preveliki odmerki oksikodona (tudi terapevtski odmerki pri osebah, ki ne prenašajo zdravila) lahko povzročijo plitko dihanje, upočasnjen srčni utrip (bradikardijo), hladno in lepljivo kožo, znižan krvni tlak (hipotenzijo), zoženje zenic, premore med dihanjem (apnejo), cirkulatorni kolaps, odpoved dihanja in smrt.
Zaradi podaljšane hipoksije (premajhne preskrbe tkiv s kisikom), ki je posledica depresije dihanja, lahko pri preodmerjanju z oksikodonom pride tudi do infarkta hrbtenjače in ishemične poškodbe možganov.
Leta 2011 je bil v Združenih državah Amerike oksikodon na prvem mestu glede števila smrti, povzročenih z zdravili. Od leta 2012 več smrtnih primerov povzročita heroin in fentanil.

## Zgodovina
Sintezo oksikodona sta leta 1916 prva objavila Martin Freund in (Jakob) Edmund Speyer iz Univerze v Frankfurtu v Nemčiji. Sintetizirala sta ga iz tebaina leta 1916. Leto kasneje ga je kot zdravilo proti bolečinam in kašlju pod zaščitenim imenom Eukodal dalo na trg podjetje Merck iz Darmstadta. Na ameriško tržišče je zdravilo prišlo maja 1939. V začetku leta 1928 je podjetje Merck na trg dalo kombinirano zdravilo s skopolaminom, oksikodonom in efedrinom; sprva pod imenom SEE (začetnice učinkovin), leta 1942 pa so zdravilo poimenovali Scophedal (SCOpolamine, ePHEDrine, eukodAL). Kombinirano zdravilo so prenehali izdelovati leta 1987. Efedrin je bil zdravilu dodan za zmanjšanje tveganja za vpliv na krvožilje in dihanje.
Oksikodon je postal v celinski Evropi in tudi drugod po svetu znan kot »čudežno zdravilo tridesetih« (nanašajoč se na 4. desetletje prejšnjega stoletja; v določenem obdobju ga je nemški wehrmacht uporabljal kot analgetik na bojiščih. V patentni dokumentaciji in navodilih za uporabo je bil opisan kot zdravilo, ki zagotavlja zelo močno analgezijo (protibolečinsko delovanje) ter tudi pomiritev in anteroagradno amnezijo, zaradi česar je primeren za uporabo pri kirurških posegih ter oskrbi poškodovancev na bojiščih. Oksikodonu so v vojni medicini dali prednost pred drugimi opiati, ker se je izkazalo, da odmerki, potrebni za ustrezen protibolečinski učinek, povzročajo sedacijo v manjšem obsegu kot na primer morfin, hidromorfon ali hidrokodon.
Obstajajo poročila, da so med operacijo Himmler 1. septembra 1939 zapornikom, oblečenim v uniforme poljske rdeče armade, vbrizgali Skophedal v znatno prevelikih odmerkih. Gre za insceniran incident, ki je izzval drugo svetovno vojno.
V svojih osebnih zapiskih je Hitlerjev zdravnik Theodor Morell zapisal, da je Hitler vedno znova prejemal injekcije Eucodala  (oksikodon proizvajalca Merck) in Scophedal, manj pogosto pa tudi Dolantin (petidin), kodein in morfin.  Od konca januarja 1945 oksikodon ni nil več dobavljiv.
Oksikodon v dolgodelujoči formulacijo, pod zaščitenim imenom OxyContin, je razvilo ameriško zasebno farmacevtsko podjetje Purdue Pharma. Ameriški Urad za prehrano in zdravila ga je odobril leta 1995, čeravno zanj niso izvedli ustreznih dolgoročnih kliničnih preskušanj in ne ovrednotenja njegove zasvojljivosti. David Kessler, takratni komisar Urada za prehrano in zdravila, je kasneje dejal, da je bila odobritev OxyContina nedvomno velika napaka. Po utrženju leta 1995 je OxyContin veljal za prebojno zdravilo za protibolečindko zdravljenje zmerne do hude bolečine. Zdravilo je postalo velika prodajna uspešnica in je po poročanjih podjetju Purdue prineslo 35 milijard dolarjev zaslužka.